# Thiago da Rosa Corrêa
Thiago da Rosa Corrêa, também conhecido como Thiago Gaúcho, ou simplesmente Thiago, (Porto Alegre, 7 de abril de 1982) é um ex-futebolista brasileiro.

## Biografia
Entrou para as divisões inferiores do Internacional de Porto Alegre, no estado do Rio Grande do Sul, aos 12 anos de idade e lá se profissionalizou. Fez sua estréia profissional em 2003 e ficou no clube gaúcho até 2004 quando se transferiu para o Pinhalense, uma equipe do município de Espírito Santo do Pinhal, interior do estado de São Paulo, e que, atualmente, está licenciado do Campeonato Paulista. Nesse mesmo ano assina contrato com a equipe estadunidense Chicago Fire e se muda para os EUA em 2005. Em sua primeira temporada em sua nova equipe marca 6 gols e faz 7 assistências. Em 2006, faz 2 assistências e marca três gols, sendo que um deles é o de seu primeiro título com o Chicago Fire, a US Open Cup, na grande final contra o Los Angeles Galaxy.  

## Títulos
Chicago Fire FC
- US Open Cup: 2006